# Clidoderma
Clidoderma es un género de peces de la familia Pleuronectidae, del orden Pleuronectiformes. Este género marino fue descrito por primera vez en 1862 por Pieter Bleeker.

## Especies
Especie reconocida:
- Clidoderma asperrimum (Temminck & Schlegel, 1846) (Roughscale sole)

### Lectura recomendada
- Ohe F. & Kawase M. (1995): Clidoderma chitaensis, A New Fossil Flat Fish, from the Miocene Yamami Formation, Chita Peninsula, Aichi, Central Japan. Bulletin of the Mizunami Fossil Museum （Academic Journal ,1995 ） / 22 , 1-7.
- Cooper, J. Andrew, and François Chapleau. 1998. Monophyly and intrarelationships of the family Pleuronectidae (Pleuronectiformes), with a revised classification. Fishery Bulletin, vol. 96, no. 4. 686-726.
- Eschmeyer, William N., ed. 1998. Catalog of Fishes. Special Publication of the Center for Biodiversity Research and Information, no. 1, vol 1-3. 2905.